# فرهنگ در انگلستان
فرهنگ انگلستان (انگلیسی: Culture of England) هنجارهای فرهنگی خاص انگلستان و مردم انگلیس تعریف شده‌است. با توجه به موضع نفوذ انگلیس در بریتانیا، گاهی دشوار است که فرهنگ انگلیسی را از فرهنگ پادشاهی متحد تمیز داد. با این حال، از زمان انگلوساکسون، انگلستان فرهنگ منحصر به فرد خود را، جدا از فرهنگ ولز و اسکاتلند داشته‌است. طنز، سنت و رفتارهای خوب ویژگی‌هایی است که معمولاً با زبان انگلیسی در ارتباط است.

## معماری و باغبانی

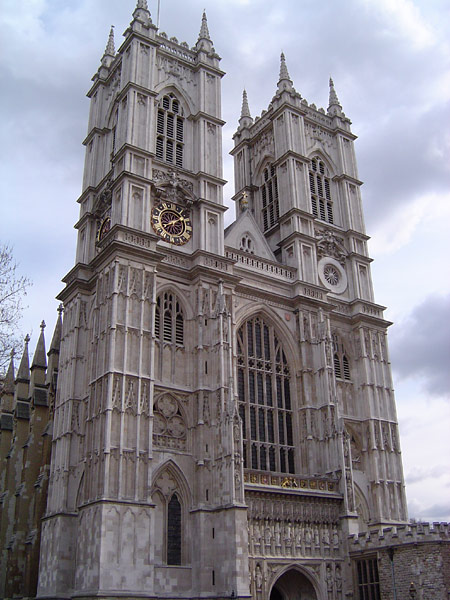
کلیسای وست‌مینستر نمونه‌ای از معماری گوتیک انگلیسی

معماری انگلیسی با معماری آنگلوساکسون آغاز می‌شود. حداقل پنجاه کلیسای انگلیسی باقیمانده از منشأ آنگلوساکسون هستند، اگر چه در برخی موارد بخش انگلوساکسون کوچک و بسیار تغییر یافته‌است. همه کلیساها، به جز یک کلیسای چوبی، از سنگ یا آجر ساخته شده‌است، و در برخی موارد شواهدی از استفاده مجدد از سبک رومی وجود دارد.

## دین
مسیحیت در قرن هفتم، دین غالب در انگلستان بود. مذاهب دین نیاهندواروپایی و چندخدایی که اغلب به عنوان پاگانیسم نامیده می‌شوند، قبل از اینکه مسیحیت به انگلیس وارد شود، در این منطقه رایج بود.

## سینما

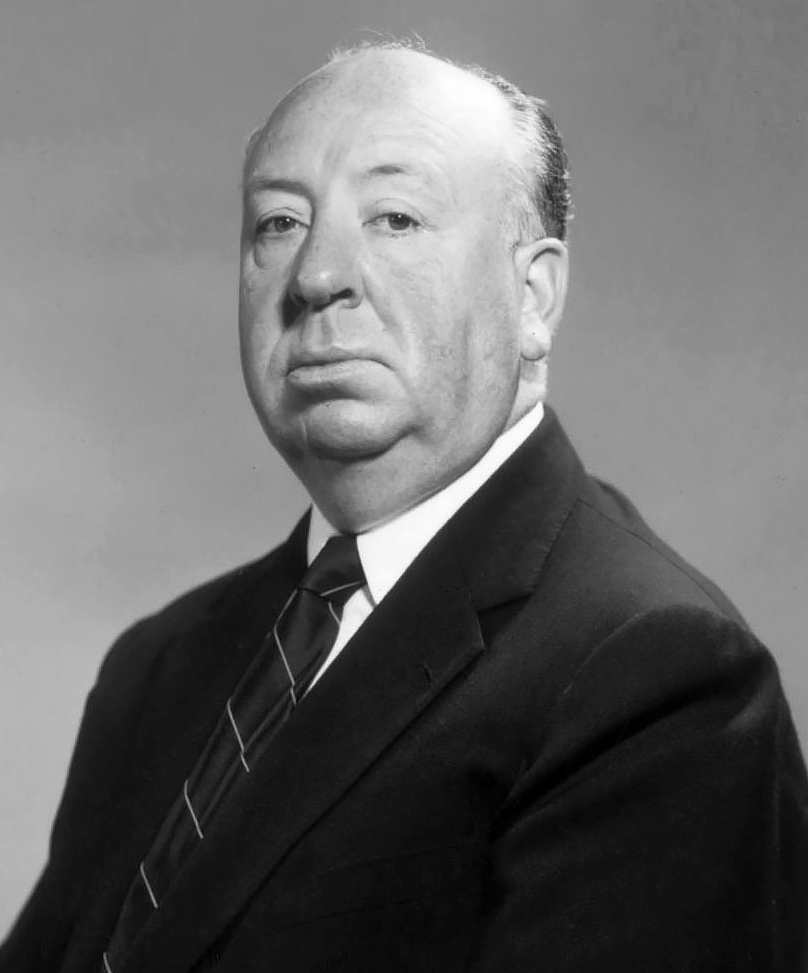
آلفرد هیچکاک معمولاً به عنوان بزرگ‌ترین فیلم‌ساز انگلیسی شناخته می‌شود.

انگلیس (و به‌طور کلی انگلستان) تا به حال تأثیر قابل توجهی در تاریخ سینما داشته‌است. این تأثیر را می‌توان در تولید برخی از بزرگ‌ترین بازیگران، کارگردانان و فیلم‌های تمام اعصار، از جمله آلفرد هیچکاک، دیوید لین، لارنس الیویه و پیتر سلرز یافت.
بریتانیا برای بیش از یک قرن صنعت فیلم‌سازی قابل توجهی داشته‌است. با اینکه تولید فیلم در سال ۱۹۳۶ در این کشور به اوج خود رسید اغلب باور می‌رود که «عصر طلایی» سینمای بریتانیا در دهه چهل میلادی در دوره‌ای که کارگردانانی همچون دیوید لین، مایکل پاول (همراه با امریک پرسبرگر) و کارول رید مورد تحسین‌ترین کارهایشان را ساختند رخ داده‌است.

## ادبیات

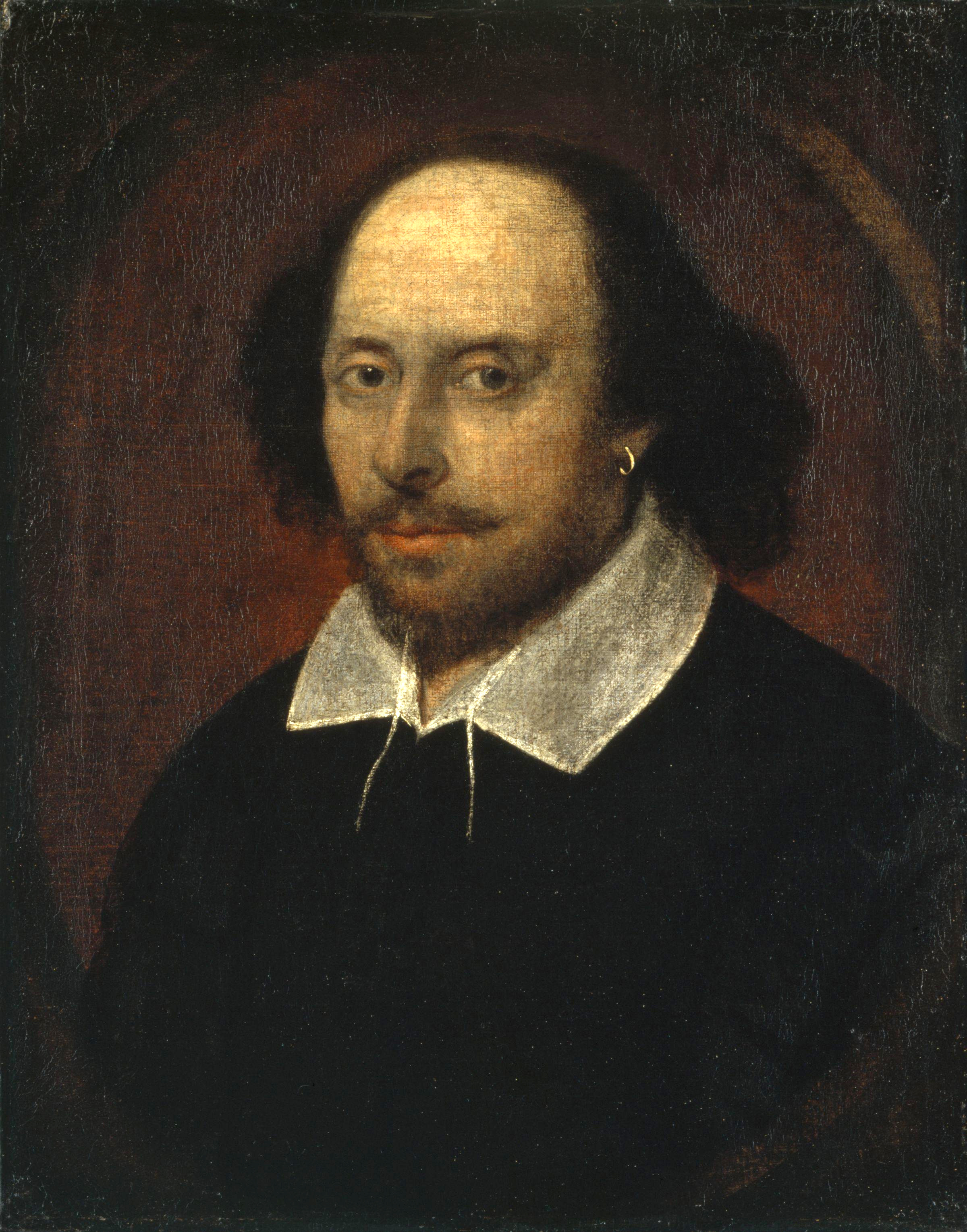
ویلیام شکسپیر مشهورترین شاعر و نویسنده انگلیسی

ادبیات انگلیسی باستان یا ادبیات آنگلوساکسون شامل ادبیات مکتوب به زبان انگلیسی باستان در دوره‌ای است که ساکسون‌ها و دیگر قبایل ژرمن مثل جوت‌ها و آنگل‌ها پس از عقب‌نشینی رومیان در خاک انگلستان سکنی گزیدند. این ادبیات با ورود نورمن‌ها در سال ۱۰۶۶ پایان یافت. این آثار شامل ژانرهایی همچون شعر حماسی، تذکرهٔ اولیاء و بزرگان، وعاظ مذهبی، ترجمه‌های کتاب مقدس، آثار حقوقی، شرح وقایع، چیستان و دیگر آثار می‌شود. به‌طور کلی در حدود ۴۰۰ نسخه خطی از این دوره باقی‌مانده‌است.

## ورزش و سرگرمی
انگلیس به عنوان سرزمین اصلی فوتبال شناخته می‌شود. از جمله دیگر بازی‌هایی که انگلیسی‌ها مبدع آن بوده‌اند، می‌توان به کریکت، کروکت، بدمینتون، تنیس، هاکی روی چمن، راگبی ۱۳ نفره و تنیس روی میز اشاره کرد.

## نمادها

پرچم انگلیس

سه شیر به عنوان دومین مهر مخصوص ریچارد شیردل استفاده می‌شد. (۱۱۹۸)

انگلیسی‌ها از صلیب سرخ سنت جرجیس به عنوان پرچم خود استفاده می‌کنند.